# Baião (Portugal)
Pour les articles homonymes, voir Baião.
Baião est une municipalité (en portugais : concelho ou município) du Portugal, située dans le district de Porto et la région Nord.

## Géographie
Baião est limitrophe :
- au nord, d'Amarante,
- à l'est, de Peso da Régua et Mesão Frio,
- au sud, de Resende et Cinfães,
- à l'ouest, de Marco de Canaveses.

## Histoire
Baião a reçu sa charte de for en 1513, octroyée par le roi Manuel Ier.

## Démographie
| 1801  | 1849   | 1900   | 1930   | 1960   | 1981   | 1991   | 2001   | 2004   |
| ----- | ------ | ------ | ------ | ------ | ------ | ------ | ------ | ------ |
| 9 939 | 17 944 | 23 139 | 26 886 | 28 864 | 24 438 | 22 456 | 22 355 | 21 564 |

| 2011   | - | - | - | - | - | - | - | - |
| ------ | - | - | - | - | - | - | - | - |
| 20 522 | - | - | - | - | - | - | - | - |

## Subdivisions
La municipalité de Baião groupe 20 paroisses (freguesia, en portugais) :
- Ancede
- Campelo (Baião)
- Frende
- Gestaçô
- Gove
- Grilo
- Loivos da Ribeira
- Loivos do Monte
- Mesquinhata
- Ovil
- Ribadouro
- Santa Cruz do Douro
- Santa Leocádia
- Santa Marinha do Zêzere
- São Tomé de Covelas, auparavant nommée Covelas
- Teixeira
- Teixeiró
- Tresouras
- Valadares
- Viariz

## Jumelages
- Cormeilles-en-Parisis (France) depuis le 9 septembre 2018[2].